# Districte de Chinchero
El districte de Chinchero és un dels 7 districtes de la província de Urubamba, situada en el departament de Cusco, sota l'administració del govern regional del Cuzco, al Perú. Hi ha vestigis que daten de fa dos mil anys aproximadament. Els primers habitants de la regió van ser els ayarmacas qui, en arribar els primers governadors cusquenyos, van defensar el seu territori i van oferir resistència abans de ser incorporats a l'imperi. Chinchero va ser el lloc triat per l'inca Túpac Yupanqui per establir la seva residència. Ell va manar construir palauets per al seu ús personal i el del seu panaca.
Cap a el 1536, en plena invasió, Manco Inca va incendiar Chinchero perquè els espanyols no renovessin les seves provisions i deixessin de perseguir-lo en la seva retirada cap a altes regions. Quan el virrey Toledo va visitar Cusco, va establir una reducció d'indis a Chinchero i va construir l'actual església, que va ser aixecada sobre estructures inques. Durant la revolució de Túpac Amaru II, el curaca de Chinchero, Mateo García Pamacahua, es va aixecar en favor del Rei d'Espanya per combatre el rebel. El triomf de Pumacahua va ser eternitzat en un mural en el qual avui figura un puma derrotant a una serp (amaru).
El districte de Chinchero va ser creat el 9 de setembre de 1905 sent President José Pardo y Barreda.
A Chinchero es troba el que va ser la hisenda real de Túpac Yupanqui, així com un temple colonial construït sobre basaments d'aquesta civilització, especialment les portes o finestres més amples a baix i més estretes a dalt, característica de l'arquitectura de l'Imperi Inca.
La capital és el poblat de Chinchero, situat a 3.754 msnm, a 28 quilòmetres de Cusco, a la província de Urubamba, departament del Cusco, i abans d'arribar al Valle Sagrado de los Incas i al riu Urubamba. El mercat ambulant dels diumenges és un atractiu turístic per les seves artesanies i textilería inca fabricats en l'estil precolombí.

## Festivitats
- Diada de la Santa Creu
- Nativitat de Maria
- Senyor de Qoyllorit'i.